# Gérard Vergnaud

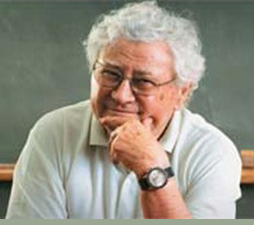
Gérard Vergnaud

Vergnaud (8 de fevereiro de 1933 – 6 de junho de 2021) foi um matemático, filósofo e psicólogo francês. Formado em Genebra, compôs o segundo conjunto de pesquisadores doutorados por Jean Piaget. Professor emérito do Centro Nacional de Pesquisa Científica (CNRS), em Paris. Vergnaud é pesquisador em didática da matemática, tendo elaborado a "teoria dos campos conceituais".
Gérard Vergnaud formou-se na HEC Paris em 1956 e na Universidade de Genebra em 1968.